# Uberej, Sarnî
Uberej (în ucraineană Убереж) este un sat în comuna Krîciîlsk din raionul Sarnî, regiunea Rivne, Ucraina.

## Demografie
Componența lingvistică a localității Uberej
     Ucraineană (100%)
Conform recensământului din 2001, toată populația localității Uberej era vorbitoare de ucraineană (100%).